# Talgo
Talgo (Tren Articulado Ligero Goicoechea Oriol ) este o companie spaniolă de construcții de echipamente feroviare. Este cunoscută în special pentru trenurile sale articulate care circulă atât în serviciul intern, cât și pe relațiile internaționale dintre Franța și Spania.

## Trenurile
Numele „Talgo” este acronimul pentru „Tren articulado ligero Goicoechea Oriol” (Tren articulat ușor Goicoechea Oriol). Primele trei cuvinte preiau caracteristicile de bază ale trenurilor Talgo, în timp ce ultimele două corespund, respectiv, numelui inginerului Alejandro Goicoechea ce s-a aflat la originea conceptului și cel al lui Jose Luis Oriol, care a finanțat producția și apoi dezvoltarea modelelor.
Trenurile Talgo au mai multe caracteristici tehnice care le sunt specifice și dintre care unele conțin numele companiei:
- articulația: fiecare vagon se sprijină pe organele de rulare ale celui precedent;
- masă redusă: de la începuturi (1942), Talgo-urile sunt construite din aluminiu;
- lipsa axelor, roțile fiind independente, adică montate individual, fără legătură mecanică între ele;
- sistemul de pendulare pasiv, numit suspensie pendulară Talgo; [4]
- sistemul automat de schimbare a ecartamentului Talgo RD (Rodadura Desplazable) care permite trecerea de la ecartament larg la ecartament standard și invers, fără oprire, trenul circulând cu viteză mică (între 5 și 15 km/h) pe o instalație specială. Astfel de instalații au existat până la sfârșitul anului 2012 la principalele gări de la granița franco-spaniolă (Cerbère - Port-Bou și Hendaye - Irun) și pe rețeaua spaniolă, la punctele de contact dintre rețeaua iberică (ecartament 1.668 mm) și rețeaua de mare viteză (ecartament standard - 1.435 mm).

Vagon Talgo I
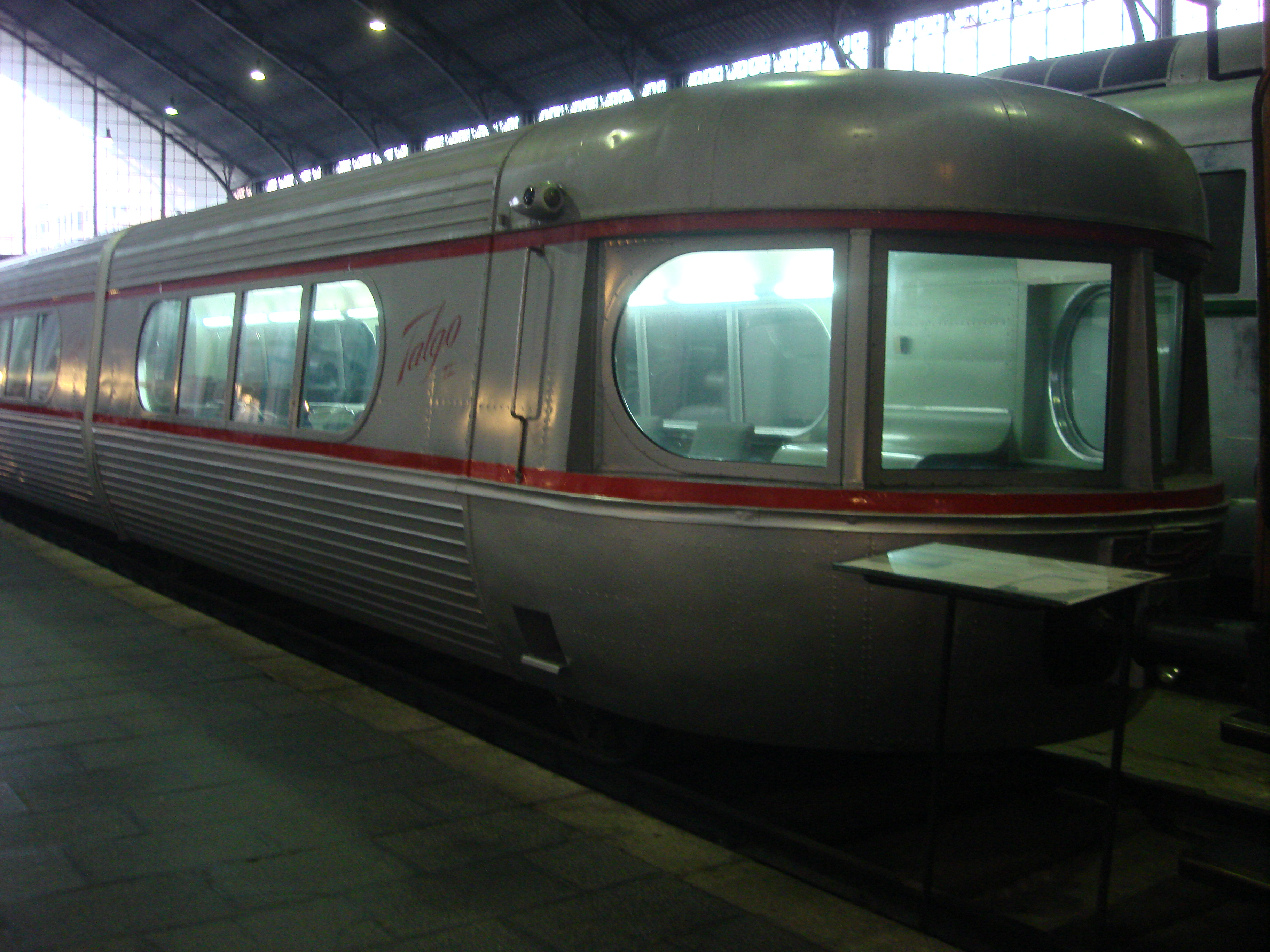
Vagon Talgo II (2010)
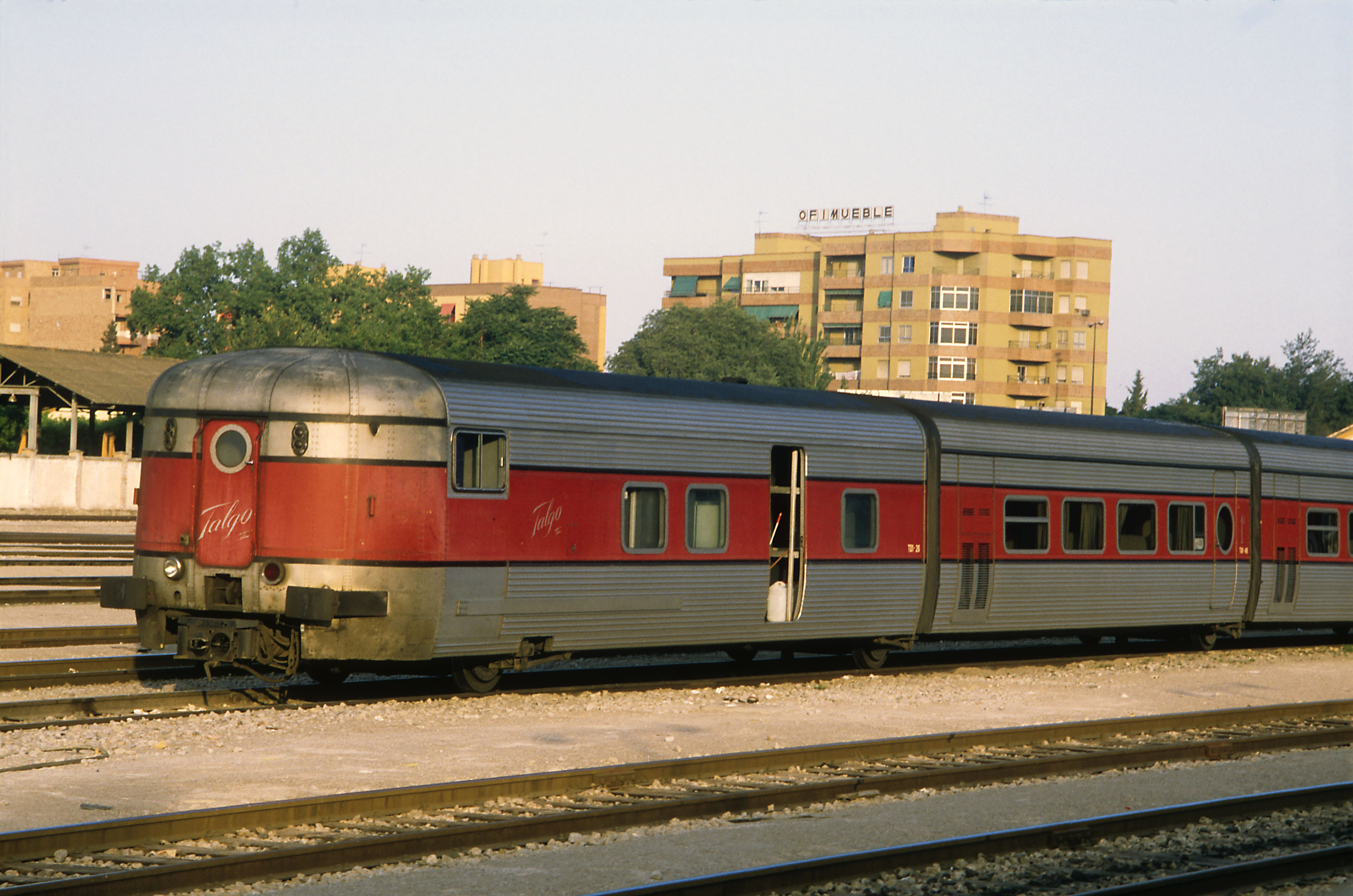
Vagon Talgo III
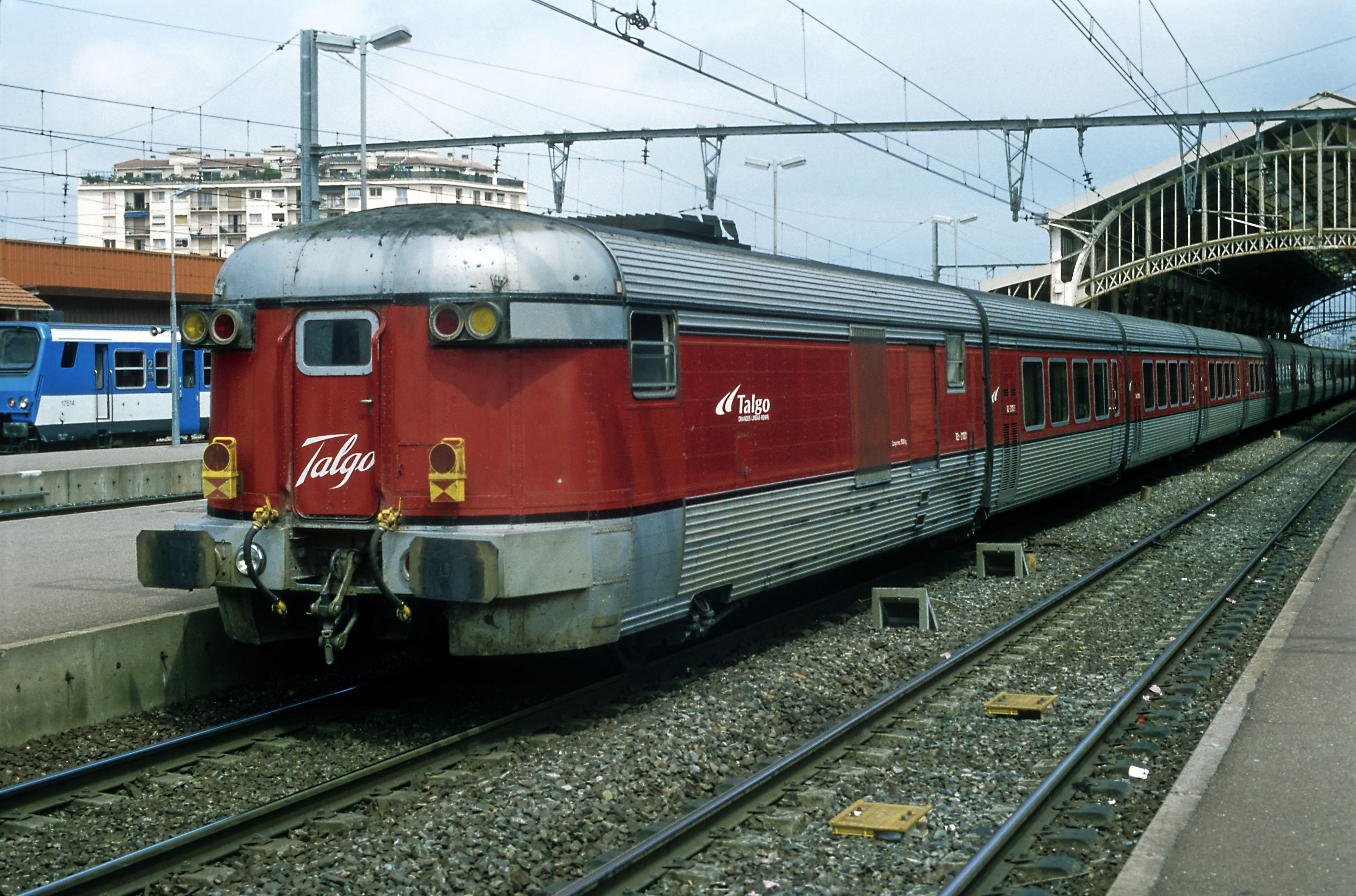
Vagon Talgo III RD
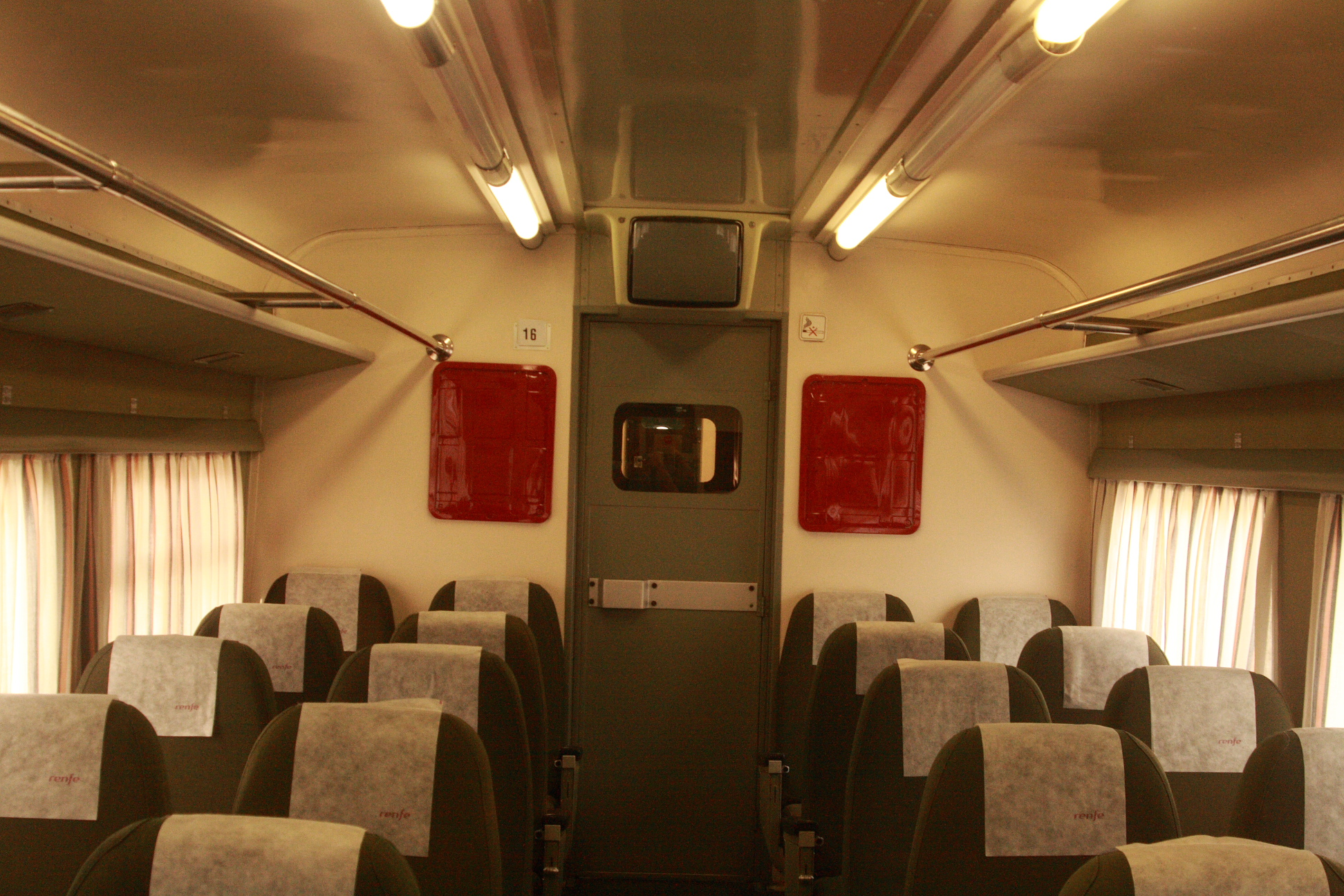
Aspectul interior al unui vagon Talgo III
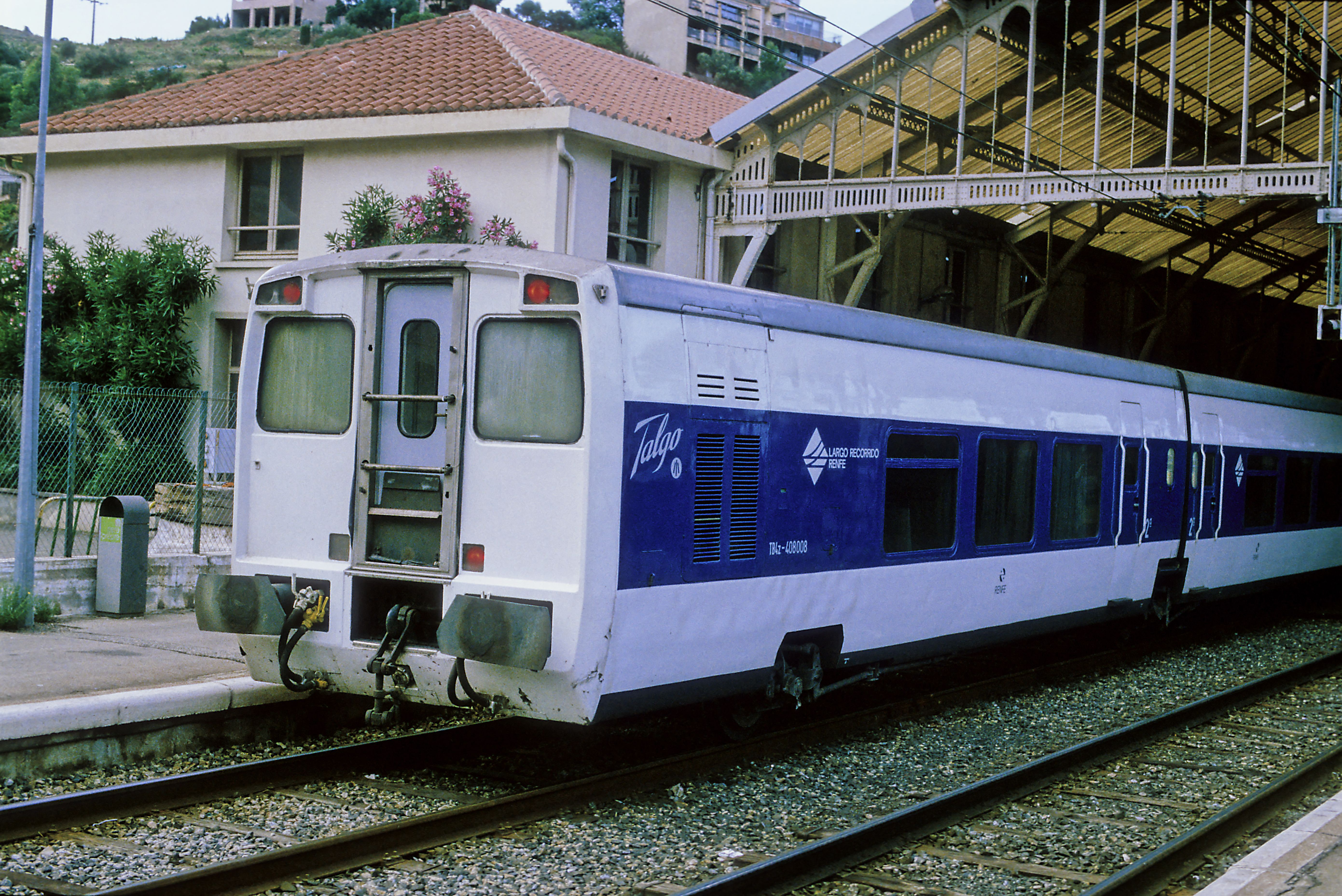
Vagon Talgo 4
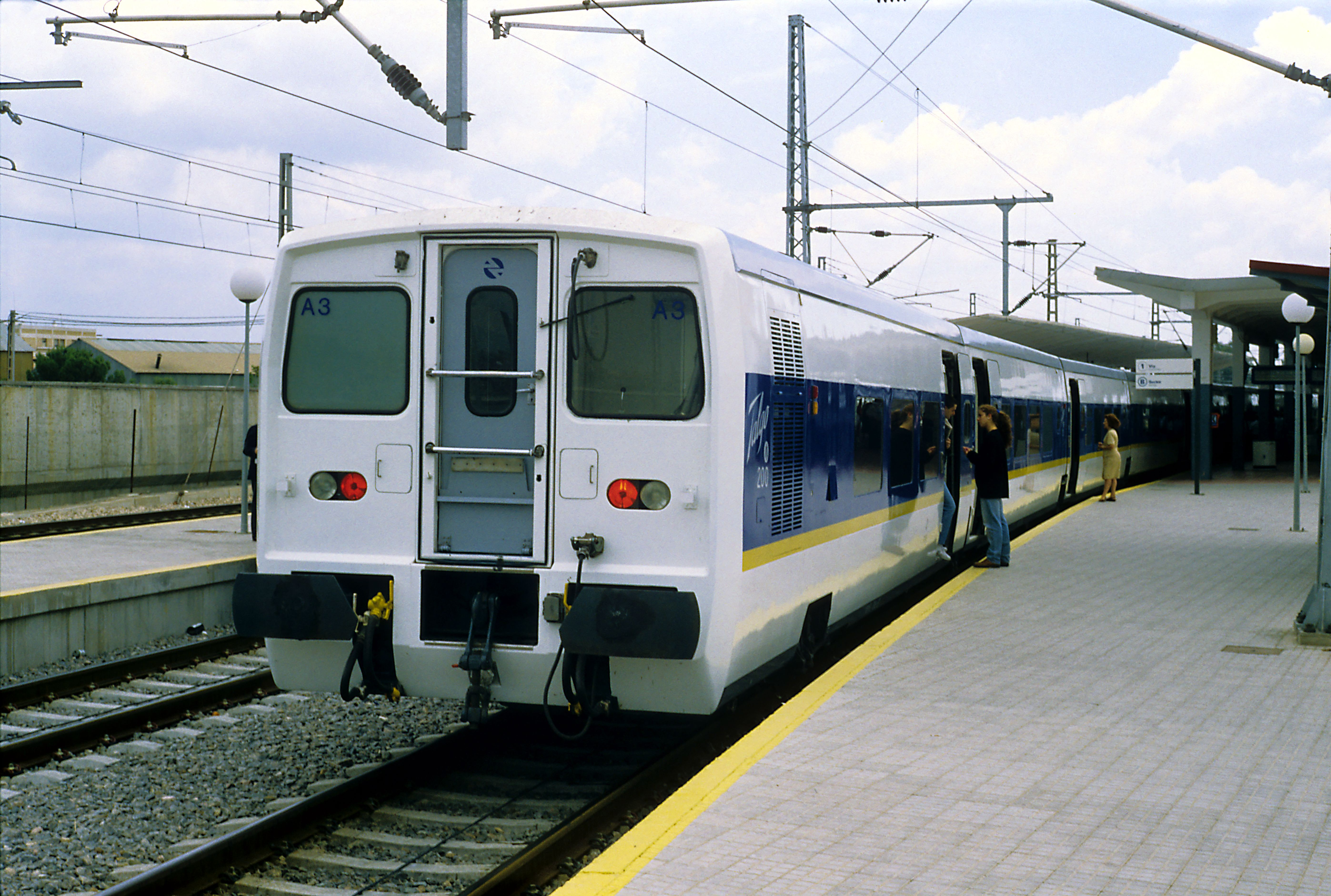
Vagon Talgo seria 6 sau Talgo 200
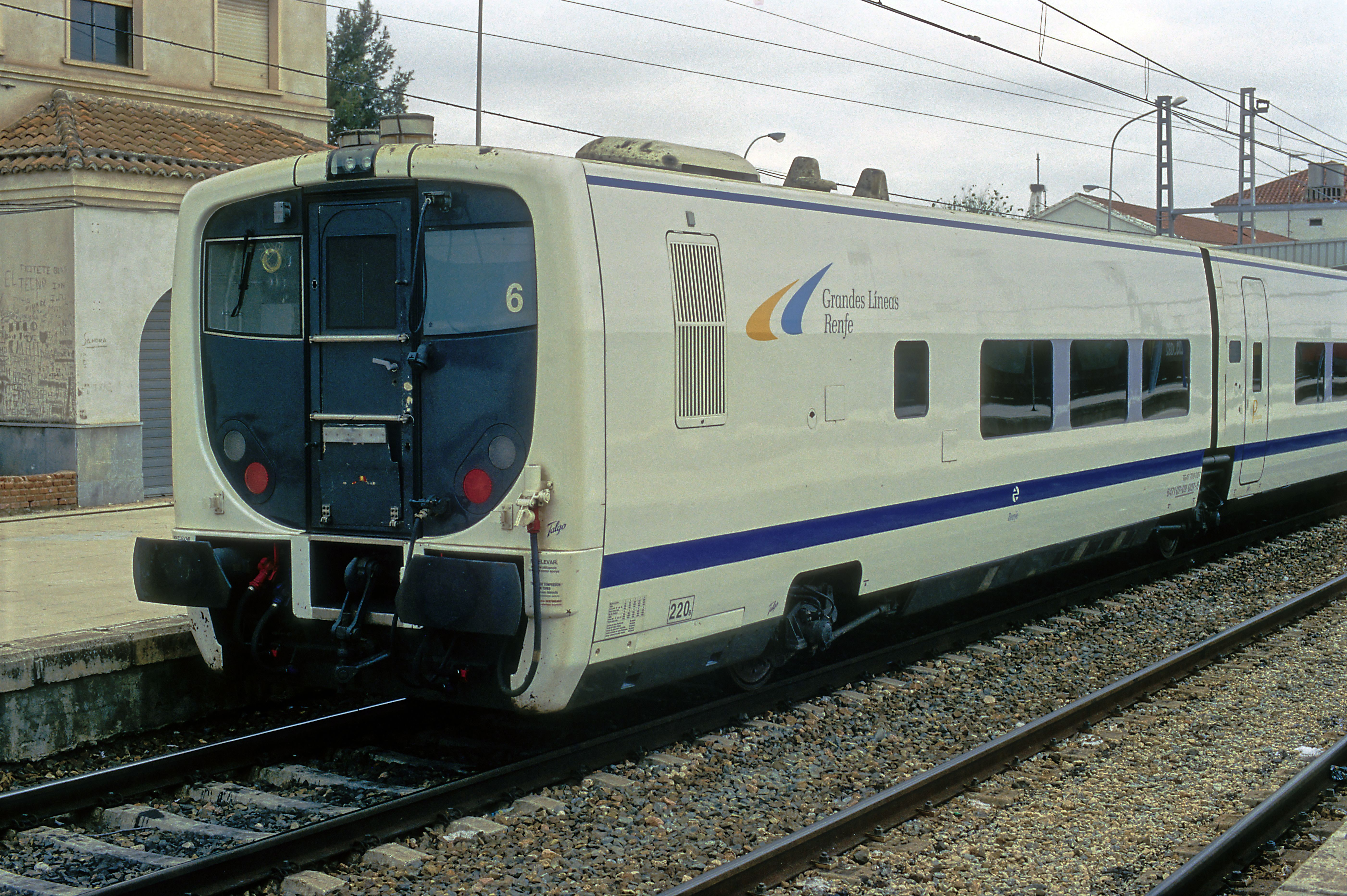
Vagon Talgo 7
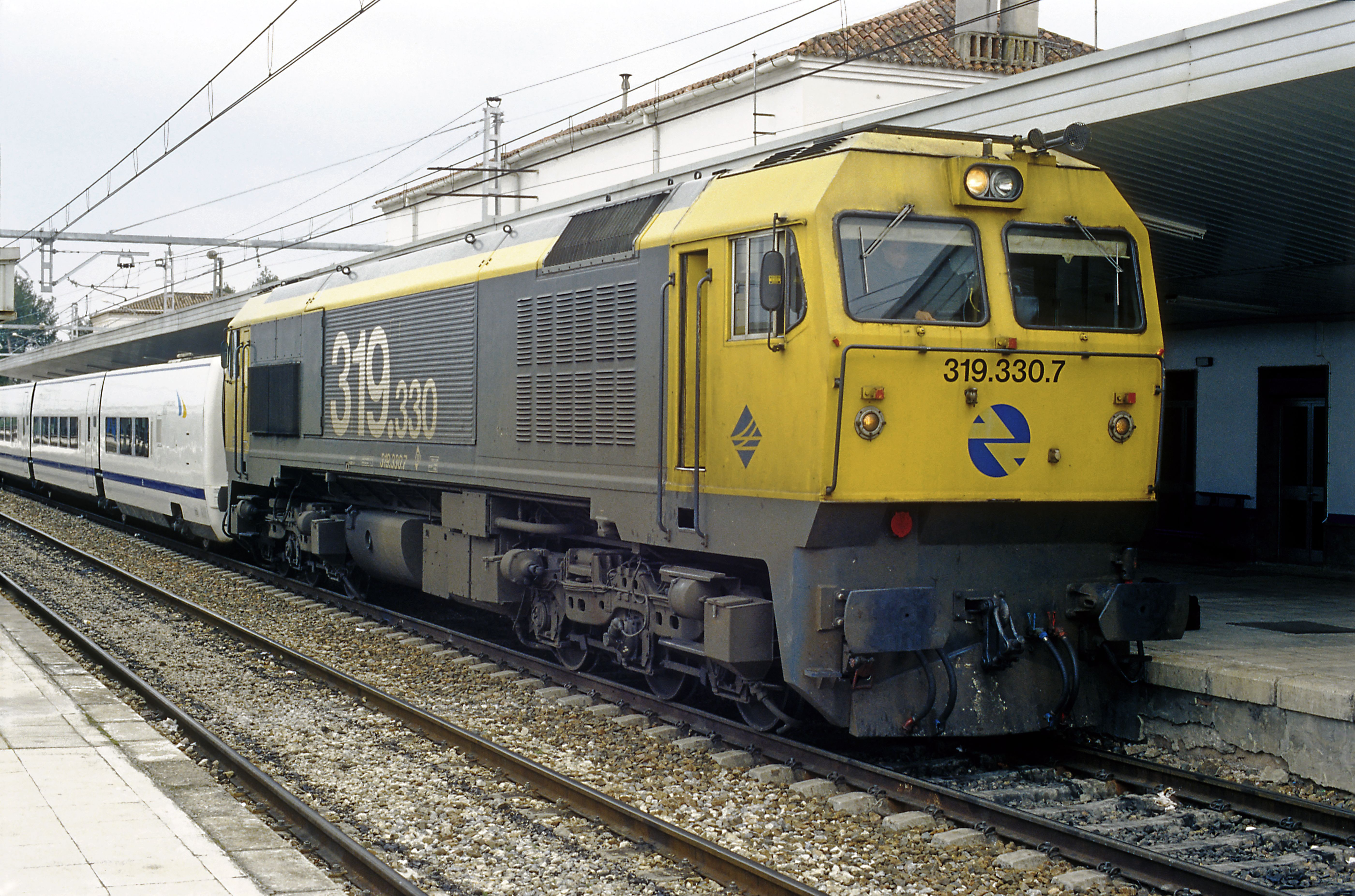
Tren articulat Talgo de pe linia Almería-Madrid în gara Linares-Baeza⁠(d) (2001)
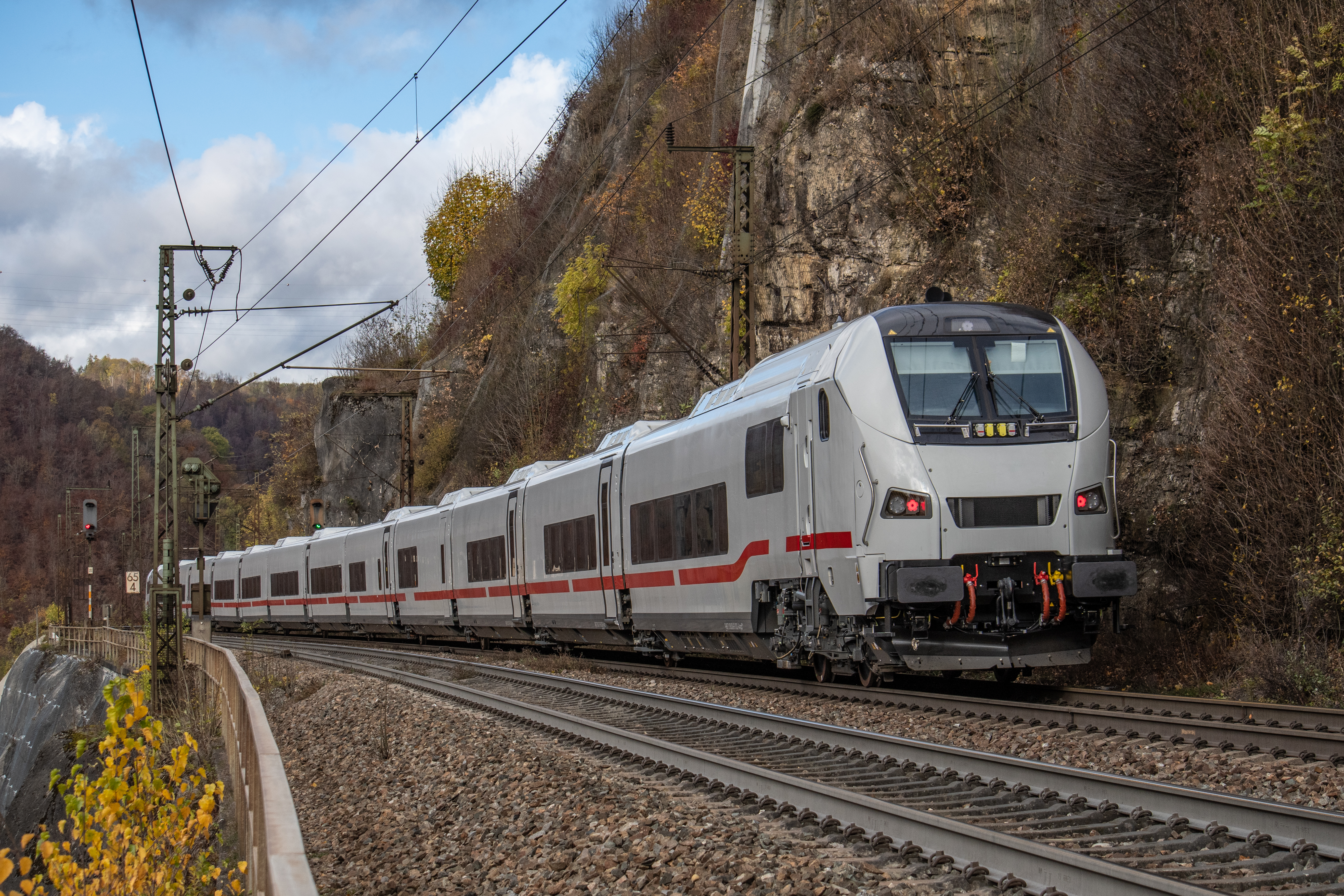
ICE L în Germania (2023)

| Generație                           | Ecartament variabil     | Viteză maximă | Punere in functiune | Retragerea din serviciu |
| Talgo II                            | nu                      | 120 km/h      | 14.07.1950          | 1972                    |
| Talgo III                           | nu                      | 160 km/h      | 15.08.1964          | 26.07.2009              |
| Talgo III RD                        | da                      | 160 km/h      | 06/01/1969          |                         |
| Talgo Pendular, Seria 4             | nu                      | 180 km/h      | 1980                |                         |
| Talgo Pendular, seria 5             | da                      | 180 km/h      | 31.05.1981          |                         |
| Talgo Pendular, Seria 6 (Talgo 200) | da                      | 200 km/h      | 1989                |                         |
| Talgo 7                             | da                      | 220 km/h      | Juillet 2000        |                         |
| Talgo AVE 130 (Talgo 250)           | da, inclusiv locomotive | 250 km/h      | 2006                |                         |
| Talgo AVE 102 (Talgo 350)           | nu                      | 330 km/h      | 2005                |                         |

## Trenurile de mare viteză: AVE 102 și 130
Trenurile Talgo 350 au intrat în serviciu ca seria RENFE AVE  (prescurtare din spaniolă Alta Velocidad Espanola) 102, marcând intrarea companiei pe piața trenurilor de mare viteză.Testele cu prototipul au început în 1994, iar operarea la viteza comercială de 330 km/h pe liniile Madrid-Barcelona și Madrid-Valladolid din 22 decembrie 2007. Seria este produsă cu o viteză maximă de 350 km/h, deși infrastructura prezentă permit doar viteze de 330 km/h. Trenul e format din 2 locomotive și vagoane Talgo 7 cu frâne îmbunătățite și amortizoare suplimentare.

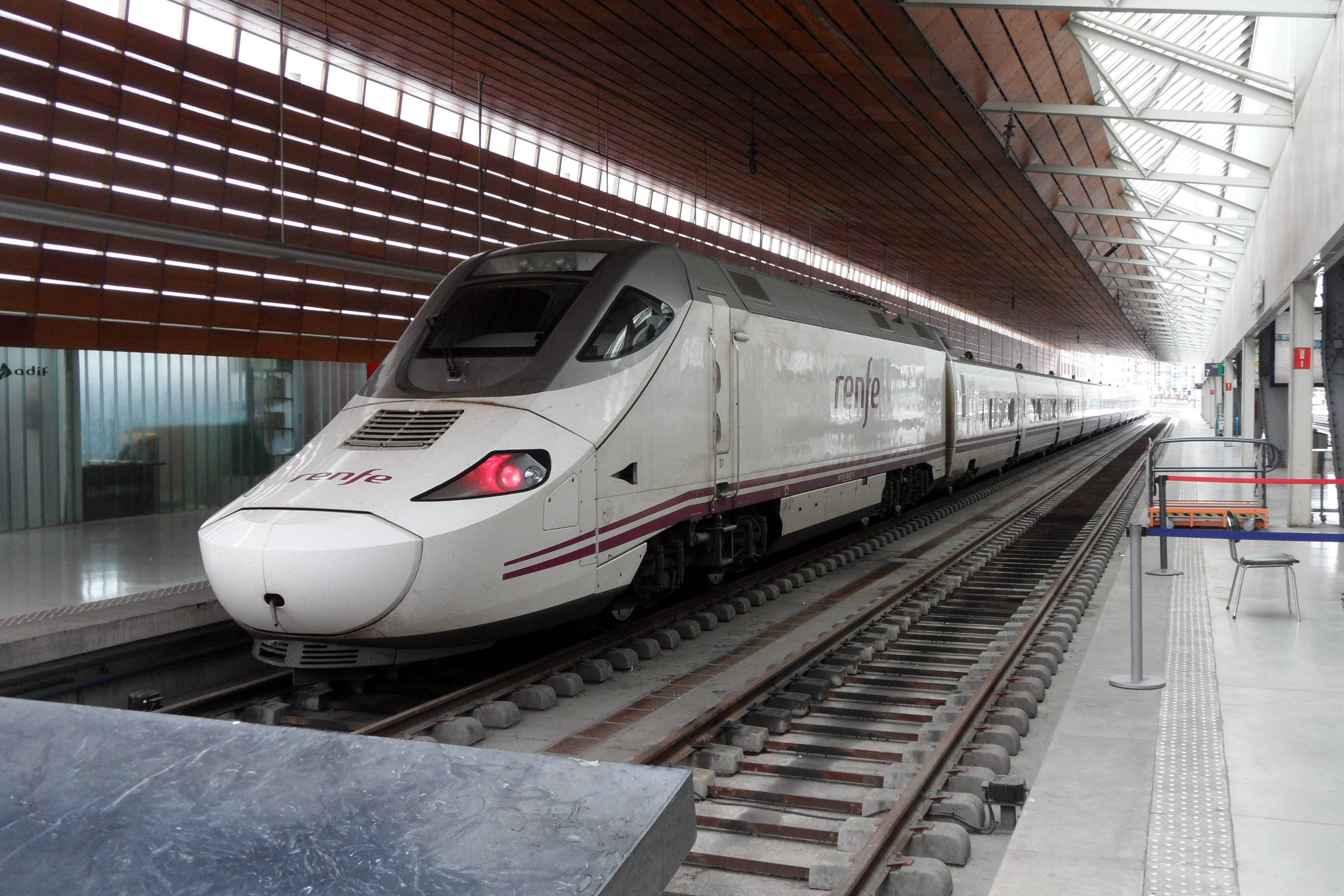
Tren Talgo 250, S.130 la RENFE (2010)
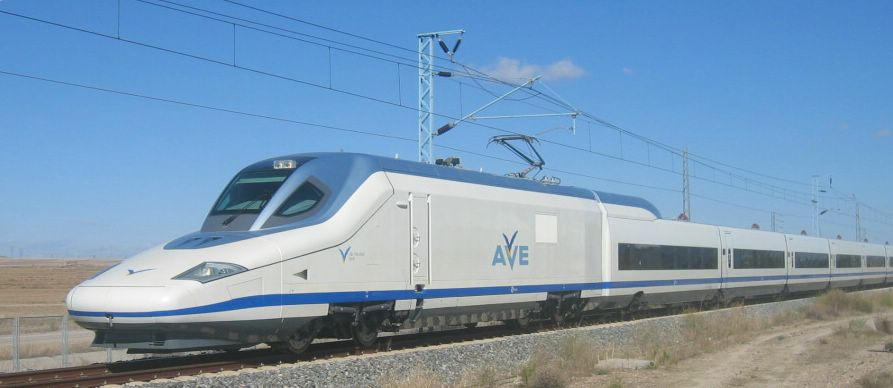
Tren Talgo 350, S.102 la RENFE (2003)

Seria AVE 130 este o ramă automotoare pendulară, care, spre deosebire de seria 102, poate rula atât pe linii de mare viteză cât și pe linii clasice. De aceea, are ecartament variabil și bicurent: 25kV-50 Hz alternativ / 3kV curent continuu. Viteza limită este de 250 km/h. Conturul său, inspirat din AVE 102 a făcut să fie supranumit pato sau patito (rățoi). Un tren AVE 130 este format din vagoane Talgo 7 încadrat de două locomotive. Cum Talgo 7 circula cu doar 200 km/h, primele trenuri convertite au suferit câteva modificări, precum adăugarea unei linii de alimentare pentru a doua locomotivă (care circulă cu pantograful coborât), îmbunătățirea sistemului de frânare și adăugarea unei legături de date cu locomotivele. Aceste rame au intrat în serviciu pe 6 noiembrie 2007 pe trasee de linie clasică, iar din 22 decembrie 2007 pe linia de mare viteză Madrid-Valladolid, cu viteza limită de 250 km/h.

## Note

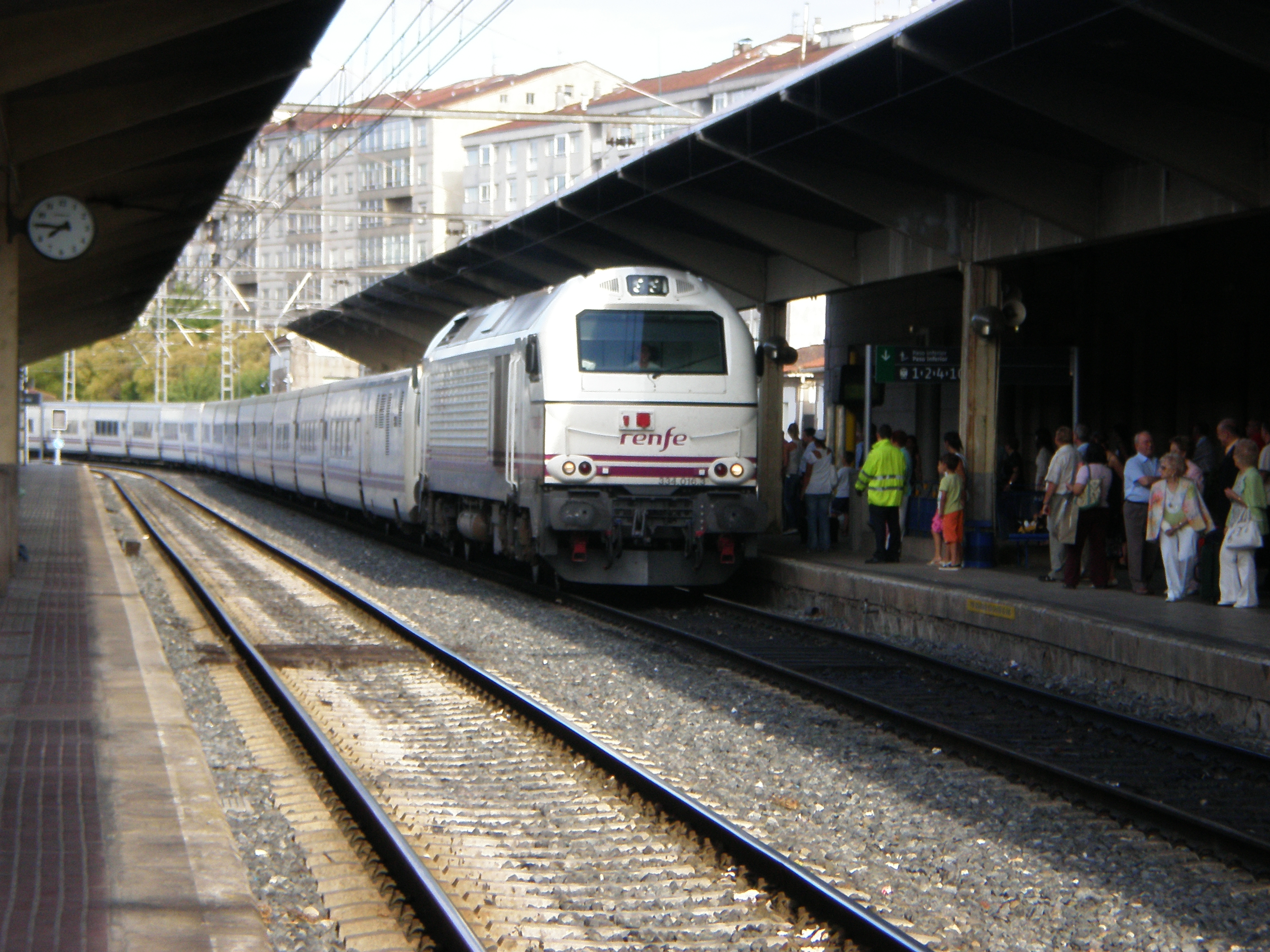
Vagoane Talgo cu locomotivă seria 334 în gara Ourense.